# Kiuaskero
Kiuaskero är en kulle i Finland. Den ligger i Kolari kommun och landskapet Lappland, i den norra delen av landet, 800 km norr om huvudstaden Helsingfors. Toppen på Kiuaskero är 430 meter över havet.
Terrängen runt Kiuaskero är huvudsakligen platt. Trakten runt Kiuaskero är nära nog obefolkad, med mindre än två invånare per kvadratkilometer. Närmaste större samhälle är Äkäslompolo, 15,5 km öster om Kiuaskero. 